# Leucochrysa insularis
Leucochrysa insularis är en insektsart som först beskrevs av Walker 1853.  Leucochrysa insularis ingår i släktet Leucochrysa och familjen guldögonsländor. Inga underarter finns listade i Catalogue of Life.